# 鳳凰站 (慶尚南道)
鳳凰站（：／ Bonghwang-yeok */?）是釜山－金海輕軌沿線的一座高架車站，位於韓國庆尚南道金海市田下洞，韓語副站名為「金海旅客客運站」。

## 車站結構
站體為2面2線側式月台的高架車站，候車月台設有月台幕門，並有3處出口。

### 月台配置
| 府院 ↑     |
| \| 上      |
| ↓ 首露王陵 |

| 月台 | 路線              | 目的地     |
| ---- | ----------------- | ---------- |
| 上行 | ●釜山－金海轻电铁 | 沙上方向   |
| 下行 | ●釜山－金海轻电铁 | 加耶大方向 |

## 歷史
- 2011年9月16日：落成啟用[2]，副站名为田下。
- 2015年2月12日：副站名变更为金海旅客客运站。

## 車站周邊
- 金海旅客客運站[3]
  - 新世界百貨金海店[4]
  - Bandi & Luni's書店（朝鲜语：반디앤루니스）
- E-mart金海店
- 方舟園
- 鳳凰大公園
- 金海郵局
- 國民健康保險公團（朝鲜语：국민건강보험공단）金海支社

## 圖片

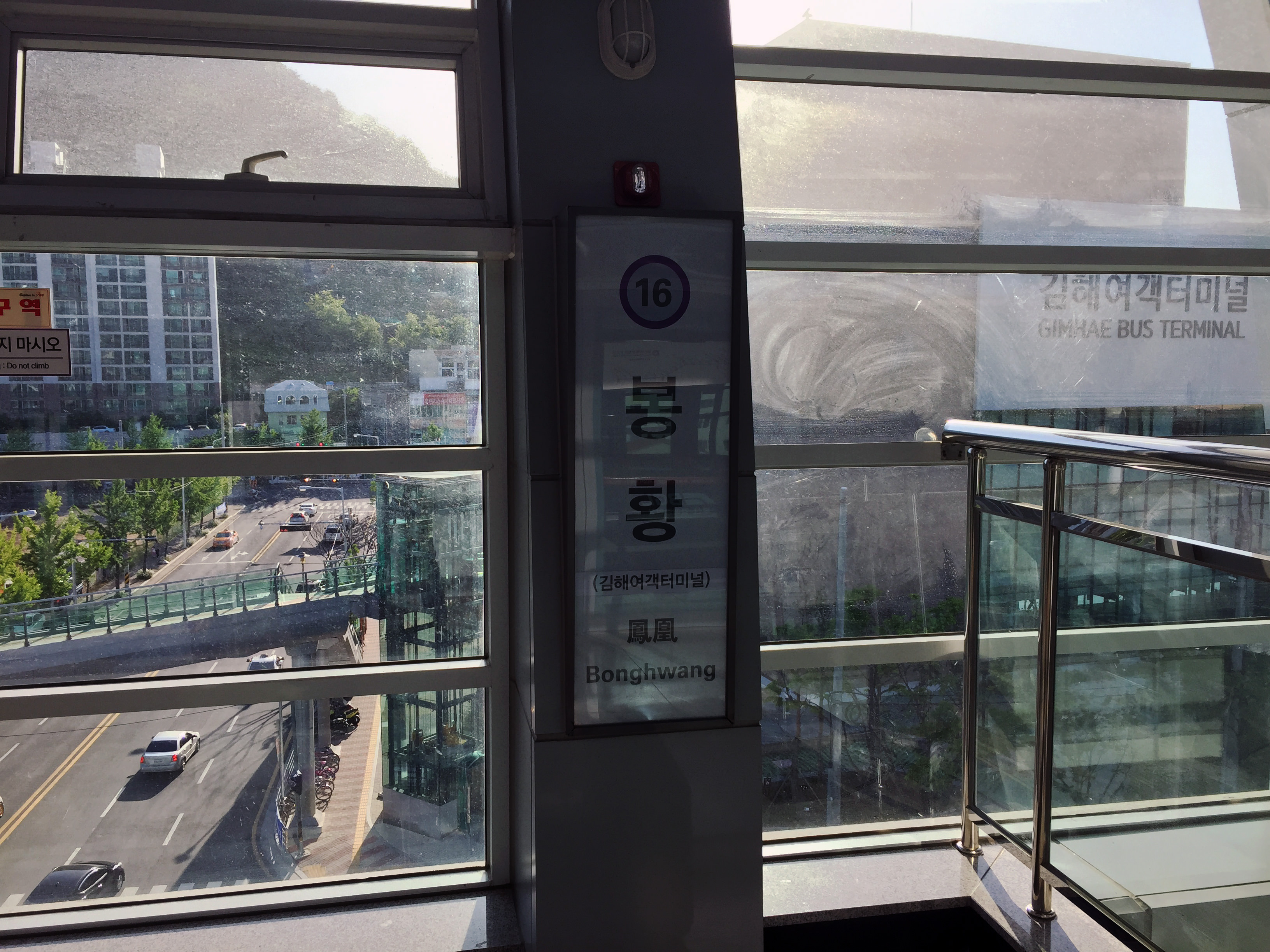
站名牌
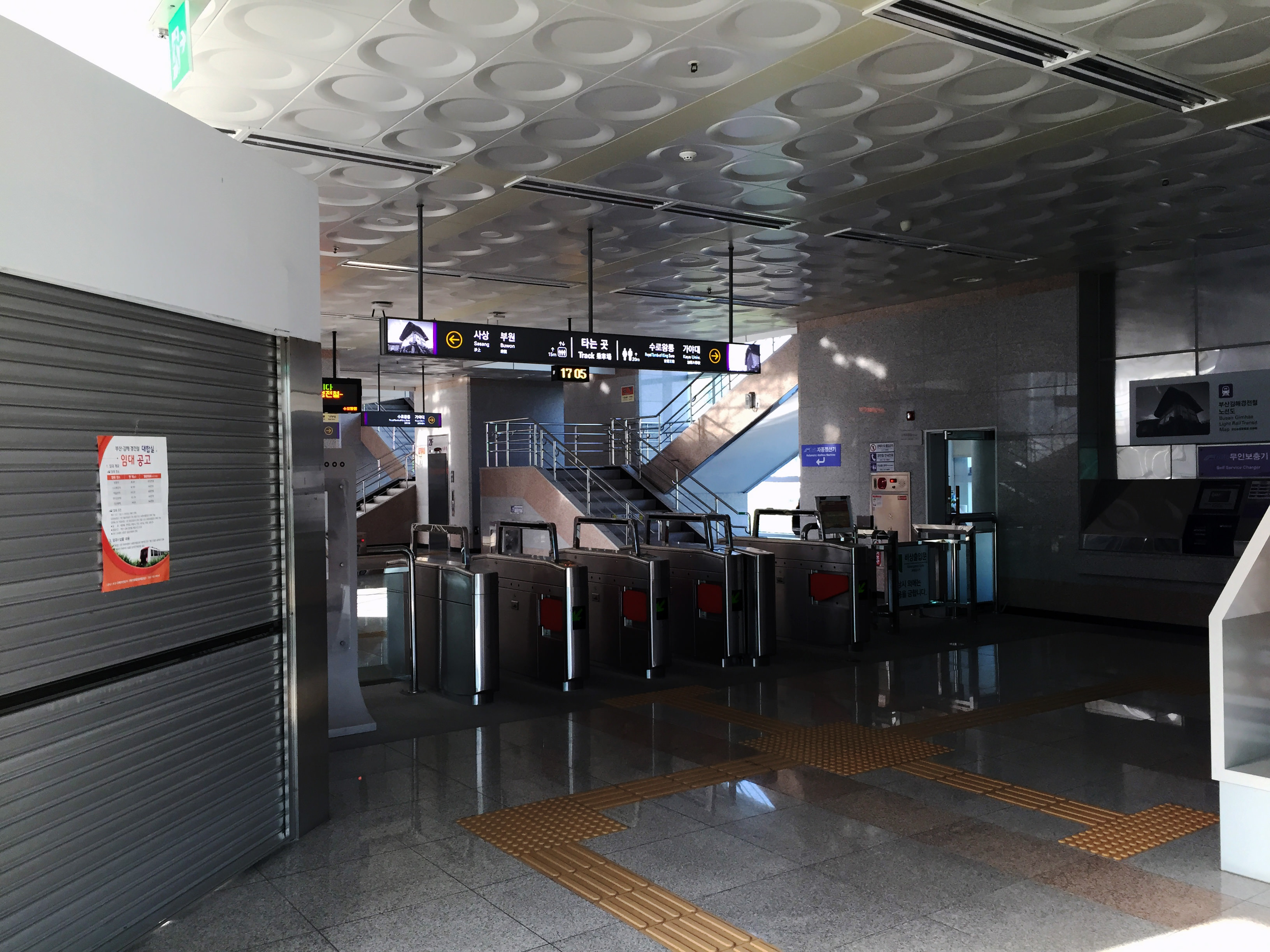
剪票閘口
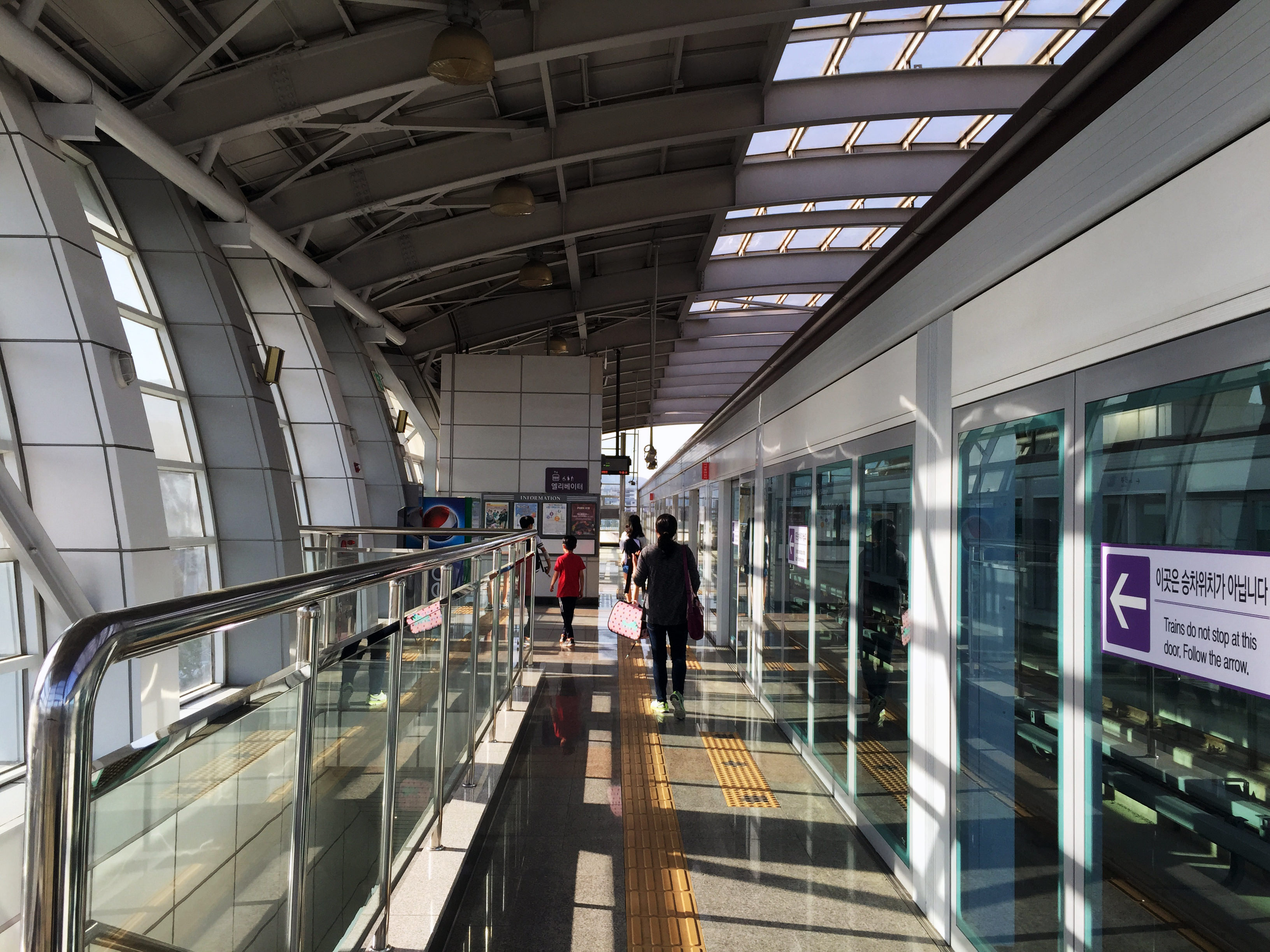
候車月台
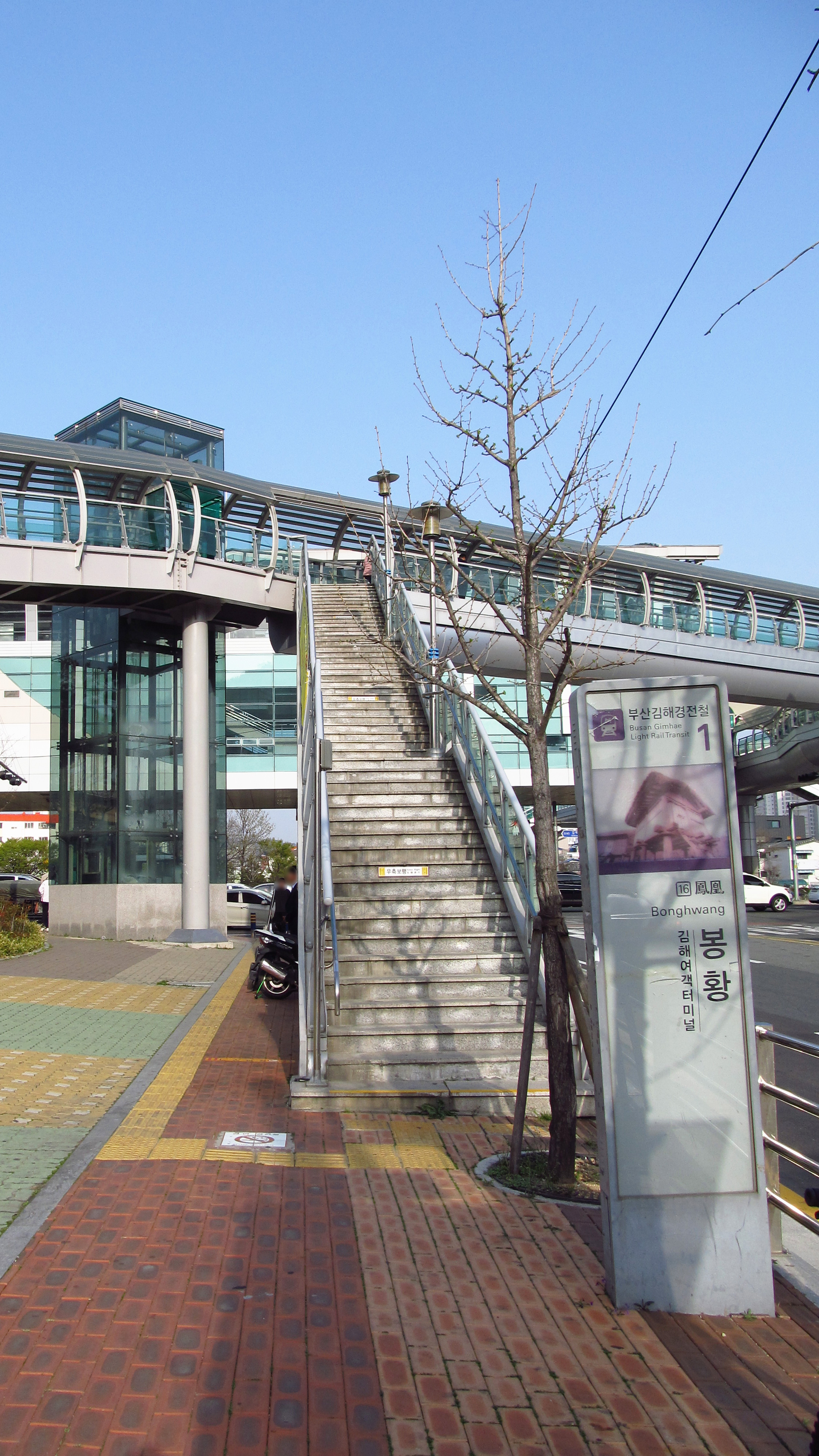
1號出口

## 相鄰車站
釜山-金海輕電鐵
●釜山－金海轻电铁
府院（15）－鳳凰（16）－首露王陵（17）